# Yi Sang-hwa
Pour les articles homonymes, voir Yi.
Yi Sang-hwa (hangeul :이상화, 5 avril 1901 - 25 avril 1943) est un poète nationaliste coréen. 

## Biographie
Yi Sang-hwa, qui a parfois publié sous les noms de Muryang, Sanghwa, et Baega, est né le 5 avril 1901 à Daegu en Corée. Il étudie au lycée Jungdong à Séoul. Il part ensuite au Japon où il étudie la littérature française. En 1923, il revient en Corée et commence à enseigner l'anglais et le français dans un lycée à Daegu. Selon Choe Chong-dae "Sa réputation en tant que jeune poète prometteur a franchi un cap après avoir composé le poème intitulé Est-ce que le printemps vient dans ces terres volées? (Ppae-atgin deuredo bomeun oneunga) en 1926, qui fut publié dans la 70e édition de la revue Gaebyeok (Ouverture du ciel). Le contenu de cette édition a entraîné la suspension de la revue par les autorités japonaises. Yi a travaillé en tant qu'enseignant pour l'école Kyonam (actuellement nommée lycée Daeryun) et en tant que directeur du journal Daegu Choson Ilbo. 
Il a participé au Soulèvement du 1er mars 1919 à Daegu, qui visait à restaurer la souveraineté coréenne. En 1921, alors qu'il se prépare pour aller étudier en France, Yi se rend d'abord au Japon pour étudier la langue et littérature françaises, mais finit par revenir en Corée en 1923 après le tremblement de terre de Kanto. Au début des années 1920, il a rejoint Marée blanche (Baekjo) cercle d'écrivains composé entre autres de Hong Sayong, Park Jonghwa, Park Yeonghui, Kim Gijin, et commencé sa carrière dans la poésie avec la publication des poèmes Joie de l'âge corrompu (Malse-ui Huitan), Double mort (Ijung-ui Samang), et Vers ma chambre (Na-ui chimsillo) dans la revue "La torche" (Geo-hwa).  
Il crée ensuite le groupe "PASKYULA (la composition des initiales des neuf participants)" pour l'étude de la littérature coréenne avec Kim Gijin et d'autres. En août 1925, il participe à la Fédération des artistes du prolétariat coréen "KAPF" (Joseon Peurolletaria Yesulga Dongmaeng). L'année suivante, il devient rédacteur en chef de la revue KAPF . En 1937, il se rend à Mangyeong pour voir son frère aîné, le général Yi Sangjeong, mais se fait arrêter par les Japonais lors de son retour en Corée et passe quatre mois derrière les barreaux. Après sa libération, il part enseigner à l'école Gyonam à Daegu pour un temps avant de se consacrer à la traduction en anglais du récit L'histoire de Chunhyang (Chunhyangjeon). 
Yi Sang-hwa est décédé le 25 avril 1943 : un monument comportant un de ses poèmes a été érigé en sa mémoire dans le parc Dalseong à Daegu. 

## Œuvre
L'Institut coréen de traduction littéraire (LTI of Korea) résume son œuvre de la manière suivante : 
Les vers de Yi Sang-hwa constituent un des points d'ancrage de la littérature moderne en Corée. En tant que membre du groupe littéraire, "La vague blanche" (Baekjo), composé d'écrivains romantiques, les premiers poèmes de Yi sont marqués par la présence d'un monde sensible exubérant empreint d'un certain narcissisme. Ainsi, dans son premier poème Vers ma chambre (Na-ui chimsillo), le poète envisage de se suicider afin d'atteindre le véritable amour, alors que dans la plupart de ses autres poèmes, il dépeint une vie pleine de rêveries, complètement coupée de la réalité, présentée comme la façon de vivre la plus aboutie.
En 1925, cependant, poussé par l'inquiétude croissante face au durcissement de l'impérialisme japonais en Corée, Yi apporte un changement radical à ses écrits. En adoptant l'attitude d'un poète nationaliste, commence à écrire s poèmes de résistance contre la domination coloniale. Les restrictions de l'époque étaient telles qu'il était dans l'incapacité d'exprimer ses frustrations politiques directement. Ainsi, ses prises de position politiques ont-elles eu tendance à se manifester dans l'imagerie symbolique de la nature. Durant cette période, il évoque essentiellement dans ses poèmes les beautés de la nature, le sort particulier de certains de ses semblables, tels que les immigrants coréens en Mandchourie qui se sont retrouvés privés de tout par les oppresseurs japonais. La série de poèmes qu'il a composé à l'époque Est-ce que le printemps vient dans ces terres volées ? (Ppae-atgin deuredo bomeun oneunga) révèle parfaitement son esprit de résistance durant cette période.